# Saint-Christophe (Charente-Maritime)
Saint-Christophe – miejscowość i gmina we Francji, w regionie Nowa Akwitania, w departamencie Charente-Maritime.
Według danych na rok 1990 gminę zamieszkiwało 827 osób, a gęstość zaludnienia wynosiła 61 osób/km² (wśród 1467 gmin regionu Poitou-Charentes Saint-Christophe plasuje się na 372. miejscu pod względem liczby ludności, natomiast pod względem powierzchni na miejscu 650.).